# Zmarli w roku 1975
Lista osób zmarłych w 1975:

## styczeń 1975
- 2 stycznia:
  - Robert Fein, austriacki sztangista (ur. 1907)
  - Theo Osterkamp, niemiecki pilot wojskowy i sportowy, as myśliwski (ur. 1892)
- 3 stycznia:
  - Bohdan Korewicki, polski pisarz (ur. 1902)
  - Janina Prystorowa, działaczka społeczna i polityk w okresie międzywojennym (ur. 1881)
- 8 stycznia – Adam Ferens, polski nauczyciel, krajoznawca, taternik, działacz Polskiego Towarzystwa Tatrzańskiego (PTT) (ur. 1888)
- 12 stycznia – Kazimierz Ulatowski, polski architekt i historyk architektury (ur. 1884)
- 13 stycznia – Natalia Szymańska, polska aktorka (ur. 1896)
- 16 stycznia – Jan Kazimierz Dorawski, polski lekarz rentgenolog, taternik i alpinista (ur. 1899)
- 17 stycznia – Tadeusz Seweryn, polski etnograf, malarz, grafik, muzeolog i badacz sztuki ludowej (ur. 1894)
- 19 stycznia – Kazimierz Wyka, polski historyk i krytyk literatury (ur. 1910)
- 20 stycznia – Eliasz Rajzman, polski poeta pochodzenia żydowskiego (ur. 1909)
- 21 stycznia – Halina Iwańska, tancerka nowoczesna, pedagog tańca (ur. 1899)
- 22 stycznia:
  - Claire de Castelbajac, francuska Służebnica Boża (ur. 1953)
  - Tadeusz Stanisław Grabowski, polski historyk literatury (ur. 1881)
- 26 stycznia – Toti dal Monte, włoska śpiewaczka operowa, sopranowa (ur. 1893)
- 28 stycznia – Antonín Novotný, czechosłowacki polityk komunistyczny, prezydent (ur. 1904)

## luty 1975
- 2 lutego – Irena Latinik-Vetulani, polska biolożka, popularyzatorka nauki (ur. 1904)
- 3 lutego – Aleksander Roman Boroński, polski major (ur. 1893)
- 6 lutego – Keith Park, nowozelandzki pilot wojskowy, as myśliwski (ur. 1892)
- 7 lutego – Larry Crosby, amerykański publicysta, starszy brat Binga Crosby’ego (ur. 1895)
- 8 lutego – Robert Robinson, brytyjski chemik, laureat Nagrody Nobla (ur. 1886)
- 9 lutego – Paul Bromme, niemiecki polityk (ur. 1906)
- 14 lutego – P.G. Wodehouse, brytyjski pisarz i satyryk (ur. 1881)
- 15 lutego – Michał Sopoćko, polski duchowny katolicki, spowiednik św. Faustyny Kowalskiej, założyciel faustynek, błogosławiony katolicki (ur. 1888)
- 20 lutego – Georges Hellebuyck, belgijski żeglarz, medalista olimpijski (ur. 1890)
- 21 lutego – Mordechaj-Chajjim Sztern, izraelski polityk (ur. 1914)
- 24 lutego – Marcel Grandjany, francusko-amerykański harfista, kompozytor i pedagog (ur. 1891)

## marzec 1975
- 5 marca – Marian Kiedrzyński, polski oficer, kawaler Orderu Virtuti Militari (ur. 1895)
- 7 marca:
  - Åke Bergqvist, szwedzki żeglarz, medalista olimpijski (ur. 1900)
  - Franciszek Mazur, polski prawnik, polityk, wicemarszałek Sejmu (ur. 1895)
- 13 marca – Ivo Andrić, jugosłowiański powieściopisarz, nowelista i poeta, laureat Nagrody Nobla (ur. 1892)
- 15 marca – Aristotelis Onasis (gr. Αριστοτέλης Σωκράτης Ωνάσης), grecki przedsiębiorca, magnat transportu morskiego (ur. 1906)
- 16 marca – T-Bone Walker, bluesman amerykański, prekursor gitary elektrycznej (ur. 1910)
- 28 marca – Marie Wagner, amerykańska tenisistka (ur. 1883)

## kwiecień 1975
- 4 kwietnia – Sven Rydell, szwedzki piłkarz (ur. 1905)
- 5 kwietnia – Czang Kaj-szek, chiński polityk (ur. 1887)
- 12 kwietnia – Josephine Baker, francuska tancerka, aktorka i piosenkarka pochodzenia afroamerykańskiego (ur. 1906)
- 29 kwietnia – Torleiv Corneliussen, norweski żeglarz, medalista olimpijski (ur. 1890)

## maj 1975
- 6 maja – József Mindszenty, prymas Węgier w latach 1945-1974 (ur. 1892)
- 12 maja – Józef Leszczyński, polski historyk (ur. 1930)
- 14 maja:
  - Lyall Dagg, kanadyjski curler (ur. 1929)
  - Oskar Hammelsbeck, niemiecki pedagog (ur. 1899)
- 22 maja – Lefty Grove, amerykański baseballista (ur. 1900)
- 28 maja – Lung Chien, hongkoński aktor i reżyser (ur. 1916)

## czerwiec 1975
- 1 czerwca – Tadeusz Olsza, polski aktor filmowy, kabaretowy i sceniczny; śpiewak, tancerz, reżyser (ur. 1895)
- 3 czerwca – Eisaku Satō, japoński premier (ur. 1901)
- 16 czerwca – Henri Béhotéguy, francuski rugbysta (ur. 1898)
- 18 czerwca – Hugo Bergmann (hebr. שמואל הוגו ברגמן), żydowski filozof i pedagog (ur. 1883)
- 24 czerwca:
  - Louis Hudson, kanadyjski hokeista (ur. 1898)
  - Wendell Ladner, amerykański koszykarz (ur. 1948)
  - Luigi Raimondi, włoski kardynał (ur. 1912)
  - Louis Van Hege, belgijski piłkarz, bobsleista (ur. 1889)
- 26 czerwca – Josemaría Escrivá de Balaguer, duchowny katolicki, założyciel Opus Dei,święty katolicki (ur. 1902)

## lipiec 1975
- 2 lipca – Wilhelm Koppe, niemiecki zbrodniarz, odpowiedzialny za masowe zbrodnie na Polakach i Żydach (ur. 1896)
- 4 lipca – Argemiro, brazylijski piłkarz (ur. 1915)
- 5 lipca – Otto Skorzeny, austriacki oficer niemieckich jednostek Waffen-SS, inżynier, przedsiębiorca (ur. 1908)
- 9 lipca – Roman Odzierzyński, polski generał, polityk, premier RP na uchodźstwie (ur. 1892)
- 12 lipca – Stanisław Kulczyński, polski botanik, polityk, wicemarszałek Sejmu (ur. 1895)
- 22 lipca:
  - August Prosenik, jugosłowiański kolarz szosowy (ur. 1916)
  - Benjamin Vanninen, fiński biegacz narciarski (ur. 1921)
- 30 lipca – James Blish, amerykański pisarz fantasy i science fiction (ur. 1921)

## sierpień 1975
- 1 sierpnia – Benoit Frachon, francuski działacz komunistyczny i związkowy, działacz ruchu oporu (ur. 1893)
- 7 sierpnia:
  - Robert Rembieliński, doktor farmacji, historyk farmacji łódzkiej i polskiej (ur. 1894)
  - Zygmunt Turski, podporucznik piechoty Polskich Sił Zbrojnych na Zachodzie (ur. 1906)
- 9 sierpnia:
  - Kazimierz Mann, polski artysta (ur. 1910)
  - Dmitrij Szostakowicz (ros. Дмитрий Дмитриевич Шостакович), rosyjski pianista, kompozytor, symfonik, pedagog pochodzenia polskiego (ur. 1906)
  - Antonín Vodička, czechosłowacki piłkarz, trener hokeja na lodzie (ur. 1907)
- 16 sierpnia – Wołodymyr Kuc, radziecki lekkoatleta, długodystansowiec (ur. 1927)
- 19 sierpnia – Konrad Swinarski, polski reżyser teatralny, telewizyjny, filmowy i operowy, inscenizator i scenograf (ur. 1929)
- 20 sierpnia:
  - Adolf Dymsza, polski aktor komediowy (ur. 1900)
  - Maria Jarochowska, polska dziennikarka, reportażystka i pisarka (ur. 1918)
- 22 sierpnia – Andrzej Stanisław Mostowski, polski matematyk, przedstawiciel warszawskiej szkoły matematycznej (ur. 1913)
- 27 sierpnia:
  - Gyula Komarnicki, węgierski taternik, autor przewodników po Tatrach (ur. 1885)
  - Hajle Syllasje I, ostatni cesarz Etiopii (ur. 1892)
- 29 sierpnia – Éamon de Valera, irlandzki prezydent (ur. 1882)

## wrzesień 1975
- 3 września:
  - Gieorgij Chietagurow, radziecki generał armii, polityk (ur. 1903)
  - Iwan Majski (ros. Иван Михайлович Майский), sowiecki dyplomata i historyk (ur. 1884)
- 5 września:
  - Alice Evans, amerykańska mikrobiolog (ur. 1881)
  - Niginho, brazylijski piłkarz, trener (ur. 1912)
- 15 września – Pawieł Suchoj (ros. Павел Осипович Сухой), radziecki konstruktor lotniczy (ur. 1895)
- 20 września – Saint-John Perse, francuski poeta i dyplomata, laureat Nagrody Nobla (ur. 1887)
- 27 września – Kazimierz Moczarski, dziennikarz, pisarz, żołnierz Armii Krajowej, autor książki Rozmowy z katem (ur. 1907)

## październik 1975
- 3 października:
  - Zizi Halama, polska tancerka, aktorka (ur. 1905)
  - Guy Mollet, francuski polityk, premier Francji (ur. 1905)
- 9 października – Julia Brystiger, ps. Krwawa Luna, dr filozofii, członek PPR i PZPR, funkcjonariuszka aparatu bezpieczeństwa (ur. 1902)
- 17 października – Jerzy Bronisław Braun, pisarz, działacz polityczny, poeta, dramaturg, krytyk literacki, publicysta, scenarzysta, filozof (ur. 1901)
- 20 października:
  - Alfons Mazurkiewicz, polski malarz (ur. 1922)
  - Tomasz Mościcki, polski aktor (ur. 1927)
- 22 października – Arnold Joseph Toynbee, brytyjski historiozof (ur. 1889)
- 30 października – Gustaw Hertz, niemiecki fizyk (ur. 1887)

## listopad 1975
- 2 listopada – Pier Paolo Pasolini, włoski pisarz, poeta i reżyser filmowy (ur. 1922)
- 7 listopada – Alfons Długosz, polski malarz, fotografik i nauczyciel (ur. 1902)
- 9 listopada – Beata Hłasko, polska tłumaczka literatury skandynawskiej (ur. 1908)
- 16 listopada:
  - Władimir Almendinger, rosyjski wojskowy, działacz emigracyjny, publicysta i pisarz (ur. 1895)
  - Karel Opočensky, czechosłowacki szachista (ur. 1892)
  - Guadalupe Ortiz de Landázuri, hiszpańska chemik, członkini Opus Dei, katolicka Służebnica Boża (ur. 1916)
  - Juliusz Poniatowski, polski ekonomista, polityk, minister rolnictwa, wicemarszałek Sejmu (ur. 1886)
- 19 listopada – Jerzy Jędrzejewicz, polski pisarz i tłumacz (ur. 1902)
- 20 listopada:
  - Francisco Franco, hiszpański generał i polityk (ur. 1892)
  - Adam Kiełbiński, polski podpułkownik lekarz (ur. 1894)
- 22 listopada – Friedrich Blume, niemiecki muzykolog (ur. 1893)
- 29 listopada – Graham Hill, brytyjski kierowca wyścigowy (ur. 1929)[1]

## grudzień 1975
- 4 grudnia – Hannah Arendt, niemiecka teoretyk polityki, filozof i publicystka (ur. 1906)
- 18 grudnia – Theodosius Dobzhansky, amerykański genetyk i biolog ewolucyjny ukraińskiego pochodzenia (ur. 1900)
- 24 grudnia – Bernard Herrmann, amerykański kompozytor muzyki filmowej (ur. 1911)
- 27 grudnia – Franciszek Janik, polski pilot i konstruktor lotniczy (ur. 1900)